# 四重奏ゲーム
『四重奏ゲーム』（カルテットゲーム）は、吉住渉による日本の少女漫画。

## 概要
吉住渉の初単行本の表題作であり、『四重奏ゲーム』および「ハート・ビート」、「Another Day」の3篇の作品が収録されている。単行本は1988年10月20日第1刷発行。
『四重奏ゲーム』は、『りぼん』にて1988年4月号から6月号まで連載された。全3回。1984年に『りぼんオリジナル』（同）でデビューした作者にとって、『りぼん』本誌に発表した最初の作品であり、また同誌における最初の連載でもある。

## あらすじ

### プロローグ
私立洛陽音楽大学付属中学校を舞台に、シューベルトの幻の弦楽四重奏曲「虹」の楽譜をめぐる珍騒動をコミカルに描いた、推理小説風の作品。
とある国で開催された、世界的バイオリニスト・伊集院英至のコンサート。コンサートを成功させ、舞台裏に戻る伊集院。音楽仲間達から祝福を受ける彼だが、マネージャーのエリザベートから「エイジ はやく次の便が…」と急かされる。次はどこで演奏会をするのかと聞かれた彼は、「日本だ」と告げた。
舞台は日本へ。私立の音楽大学付属中学校に通う、友成笑、的場類、安東妙子、樫本孝純の4人が呼び出され、同校校長とバイオリン科の教師・神田の命で、後日行われる演奏会の為に強制的に弦楽四重奏チームを組まさせられることになる。最初はソリが合わない4人であったが、あることがきっかけで、たまたま学校の一室で石膏の中に隠された古い楽譜を見つける。楽譜には、「ステラ」と書かれていた。楽譜を見つけたのは先日失踪した教師の小池の部屋であり、4人は楽譜と小池の失踪に関係があるのではないかと考えるようになる。
練習を終え、ラーメン店で作戦会議を開く4人。店のテレビに、伊集院がインタビューを受ける番組が映っていた。アナウンサーに自身が使うバイオリン・『ストラディバリウス』を見せ、「「ステラ」という愛称が付けられている」事を話す、伊集院。画面に釘付けになる、4人。

### 小池の失踪とある計画
調べて行くうちに小池が殺されたのかもしれないと考え次第に4人も結束力が強くなるが、そんな中4人の楽器の弦が切られたり、黒板に脅迫文が書かれたりと、小池の失踪について調べる4人の行動を制御させようとする事件が起こる。
類から「手を引く?」と問われるが、笑たちは「このまま引き下がるのはくやしい」と、猛反対。
演奏会前日、ホテルの部屋で演奏会プログラムを見ながら考え込む、同校OB・伊集院英至。彼のマネージャー・エリザベート・シュテルンから、「いよいよ明日は、演奏会ね」と聞かれ、感慨にふける姿に「答えになっていない」と言われる、伊集院。
だが彼は、プログラムに記載されている曲目・「虹」に目を留め（この曲…?）とある疑問を抱く。
ついに演奏会当日。全校生徒たちが、生で伊集院に会える事に大騒ぎしている。すると、校内の駐車場に黒塗りの車が停まり、多くの外国人が降り立った。生徒達は、「伊集院さんの関係者かな?」と不思議に思う。校内を歩いていた孝純は、受付係の女生徒から、アンケート用紙を受け取り（大げさだなー）と疑問に思う。
ついに本番。笑が「あがってきちゃった」と妙子に告げると孝純も「オレもあがってきちゃった…」と。本番直前なのにと、怒る妙子に先述のアンケート用紙の件を話す、孝純。用紙を手にした、笑はこの演奏会の本来の目的に気付く。笑は、「あの人たちは伊集院英至の関係者じゃない！」と、オークションの出席者である事を告げた。自分達の演奏に、感想を伝えるふりをして楽譜を落札するつもりだと知った一同は、自分達が利用されていた事に驚く。
笑は、このオークションを失敗に終わらせようと、ある作戦を思いついた。開演数分前。会場内の放送室で、案内役の女生徒に変更を伝える孝純と類。いよいよ開演時間。場内に、曲目変更を伝えるアナウンスが、流れ始めた。曲目は、「四重奏ゲーム」。実はこの曲、副科でピアノを専攻している類の作った曲なのだ。顔色が変わる、神田。驚く伊集院。演奏が始まり、外国人客が「話が違う」と騒ぎ出し、次々と退席して行く。オークションの妨害と演奏会を成功に終わらせた4人。

### 事件の真相と笑の過去
演奏会を終え、制服に着替えた一同は笑がいないことに気付く。校長に、曲目変更の件を訊ねる伊集院。そこへ類たちが「話があります」と声をかけた。同時刻。笑はレッスン室にある人物を呼び出していた。「「虹」の楽譜を博物館に返してください！」と訴える、笑。エリザベートとの会話を聞いた際、初めは何の事か分からなかったがあのアンケート用紙を見て、すべてを知った事を告げた笑。この計画の首謀者は、神田だったのだ。神田は笑がドイツ語を理解している事を知り、「うかつだったな」と返した。実は小2まで、ドイツで暮らしていた笑。語り始める神田。この計画のすべてが始まったのは、失踪した小池の陰謀からだった。
神田の回想。「ばかを言うな そんな計画が上手くいくと思っているのか?」と告げる神田。小池は神田が学生時代からステラ（エリザベート・シュテルン）と組んで、楽器の密輸などの悪事に携わってきた事を持ち出して脅迫してきたのだ。
楽譜を見せる、小池。「ただし 一枚抜いてある 君のパートナーの名前を裏に書いて隠してあるのさ」と10枚ある楽譜のうち、1枚をコピーして「抜け駆けされないようにするための保険」と告げた、小池。「分かった あとで連絡する…」
笑に殺したのかと問われ、直接手を下してはいないと返した。4人の見事な連係プレーで、今回のオークションが失敗に終わり、「ああも見事なまでに ぶちこわしてくれて…」と告げる神田に、涙目で「どうしてこんな事を…」と、尊敬していた恩師の犯行を責める笑。笑から「自首してください」と泣きながら訴えられるが、「自首はしないよ」とオークションはやり直せる事を告げ、笑を殺そうとする神田。抵抗され、突き飛ばされたはずみで頭を打ち気絶した笑。神田の手は、笑の首へ。
同じ頃。類・妙子・孝純は、伊集院に楽譜の事を訊ねるが、「知らないよ」と告げられた。伊集院は一同に「日本の収集家がシューベルトの未発表楽譜を入手したらしい」という噂がある事を話し、（それって（学校創立者の）芳野？）と思う3人。「私の紹介だと言ったのは 一体誰なんだい？」と聞かれ真犯人が神田だと気付いた妙子と孝純。笑が危ない事を悟る、類。レッスン室に駆けつけた一同。そこには、誰もいなかった。伊集院から手分けして捜すよう告げられた3人。机の上には、飛行機の時刻表が。妙子は1時間前に、守衛が笑を乗せた神田の車が出て行ったのを目撃している事を告げた。類が机の上にあった飛行機の時刻表を見つけた事を告げ、「あいつ 海外に逃げるつもりだよ！」と告げた。笑が「助手席でグッタリしていた」と守衛から聞き、「まさか…」と青ざめる妙子。その場に倒れかける、伊集院。「…笑に…あの子に…もしもの事があれば私は…」と顔色が変わる、伊集院。神田に連れて行かれた笑を助けるため、車を走らせる伊集院。助手席の類は、伊集院に笑との関係を問うと、彼は「…娘なんだ 私のたったひとりの…」と親子である事を告げた。
一方、学校で教師や警察に通報していた孝純は、突然いなくなった妙子に憤慨していたが、妙子が高等部の友人から借りたバイクに乗って現われ、「乗って あたし達も追うわよ！」と孝純にヘルメットを渡す。後部座席に乗り、バイクを走らせる妙子に孝純は「お前って めちゃくちゃカッコイー！ほれたぜ！」と告白。突然の告白に、驚く妙子は顔を赤らめ「そんな事言ってる場合!?」と告白には答えず「飛ばすわよ！」と一喝。成田空港に到着した、伊集院と類。そして、妙子と孝純。
空港の駐車場に停まっている、神田の車を発見。助手席にいる笑を救出し、懸命に呼びかける一同。ようやく目を覚まし、伊集院から「笑 分かるか？」と声をかけられ、泣きながら「パパ…！」と抱きつく笑。安心する3人。
一方、機上の人となった神田は（オレの負けだ 最後にとどめを刺す事ができなかった…）と心の中で、笑に別れを告げ海外へ逃亡した。

### エピローグ
事件は解決した。笑は類に、両親の離婚の経緯を語り始める。
「父が演奏活動を始めたのは ドイツに渡ってすぐなの 母は慣れない海外生活で父だけがたよりだったのだけど…あの人は忙しすぎた…」すれ違いが続いて、小2で離婚。母親に連れられて、日本へ帰国した事を打ち明けた。
笑の回想。「パパのこと大好きだけど 手紙も電話もいらない 笑も書かないよママがかわいそうだから さよならパパ」
バイオリンという繋がりがあったことを、振り返る笑。そんな彼女に、「ずっと見てたから…」と告白する類。
それからしばらくして、伊集院の演奏会が開催される日。あわてて会場に駆けつける、笑。「遅いぞ～～」と告げる類。
母親と話してたら、遅くなった事を話す笑。類は「今日の事 お母さんに…」と聞き、笑は事件の経緯や父との再会を話した事を告げた。「また昔みたいに…そうなれたらいいなって…」と類に語る、笑。笑は類に、妙子と孝純はいつ来るのかと聞き、類は「「どっかでデートしてから来る」って」と言う。事件後、神田は国際指名手配されたが、まだ行方が分からない。エリザベート（ステラ）は、日本の警察に逮捕され、現在取調べを受けている。一方、小池の行方も捜索中。「虹」の楽譜は返還され、シューベルトの研究に使われる事に。こうして、平穏な日々を取り戻した4人。彼らの「四重奏ゲーム」は、まだまだ続いていく。〔完〕

## 登場人物
友成笑（ともなり えみ）
3年A組、バイオリン科所属、第1バイオリンを担当。元気いっぱい、明るさいっぱいの人気者。類のことが次第に好きになる。見た目は子供っぽいが、バイオリンの腕は確か。実は、8歳までドイツで育った帰国子女。
的場類（まとば るい）
3年F組、チェロ科所属、担当もチェロ。天然パーマでウェリントンの黒縁眼鏡をかけている。常に成績トップの超秀才にして、作曲の才能もあり。徐々に笑に惹かれている様子。カルテットの中ではまとめ役かつリーダー的存在。
安東妙子（あんどう たえこ）
3年B組、ビオラ科所属、担当もビオラ。長い黒髪と紅いピアスのツッパリ美少女。付属高校の不良グループと親交あり。後に孝純と付き合う。
樫本孝純（かしもと たかすみ）
3年B組、バイオリン科所属、第2バイオリンを担当。黒髪に一重まぶたの切れ長の目をしている、校内きってのプレイボーイ。妙子に惚れ、つきあう。
伊集院英至（いじゅういん えいじ）
本校のOBでもある、世界的に有名なバイオリニスト。実は笑の父親。
神田（かんだ）
本校の教師。笑たち4人に「虹」を演奏させようと企画した、発案者である。ドイツに留学していた頃は、ステラと楽譜の密輸などの犯罪まがいのことをしていた。楽譜を競売するため演奏会を企画した、一連の事件の黒幕。最後は事件の真相を知った笑を殺そうとしたが、出来ずに海外へ逃亡、国際指名手配された。
「ハート・ビート」でも、彼とそっくりな人物が登場する。
小池（こいけ）
本校の教師であり、現在行方不明（※故人の可能性あり）。神田に盗んだ楽譜を闇オークションで競売にかける話を持ち込み、神田を協力するように脅した。
エリザベート・シュテルン
神田と組んで楽譜の密輸をしていた女性。ドイツ出身の美人で、日本語は解らない。通称ステラ（※イタリア語で「星」、名字はドイツ語で「星」の意味）。今回の事件の演奏会でも神田と手を組んでおり、競売の客達をヨーロッパ中から集めた。最終的には、前科がばれて逮捕された。

## その他の収録作品
ハート・ビート
『りぼんオリジナル』1985年（昭和60年）秋の号に掲載。デビュー作「ラディカル・ロマンス」に続く第2作。大学生時代の作品。なお、作者が大学時代に発表した作品は、デビュー作とこの「ハート・ビート」の2作のみである。
Another Day
『りぼんオリジナル』1987年（昭和62年）初夏の号に掲載。デビュー作から数えて3作目。大学を卒業し、OLをしていた頃の作品。

## 単行本
- りぼんマスコットコミックスNo.462。集英社発行。1988年10月20日発売。ISBN 978-4-08-853462-6